# Костромитин, Дмитрий Юрьевич
Дмитрий Юрьевич Костроми́тин  (22 января 1990, Челябинск, СССР) — российский хоккеист, защитник.

## Карьера
Воспитанник челябинского «Трактора». В 2008 году был задрафтован на драфте КХЛ челябинским «Трактором», но так и не сыграл матчи за команду. С 2011 по 2013 год играл за «Челмет». После драфта расширения в 2013 году был взят «Адмиралом».
Летом 2016-го проходил предсезонные сборы с дебютантом КХЛ «Куньлунь Ред Стар». Полноценный контракт подписан не был, и 4 сентября Костромитин подписал контракт с «Ладой».